# Ильг, Патриц
Патриц Ильг (нем. Patriz Ilg; род. 1957) — западногерманский легкоатлет, который специализировался в беге на 3000 метров с препятствиями. Серебряный призёр чемпионата Европы 1978 года и чемпион Европы 1982 года, а также бронзовый призёр 1986 года. Восьмикратный чемпион Германии. Пропустил олимпийские игры 1980 года из-за бойкота. Также не смог принять участие в Олимпиаде 1984 года, так как заболел накануне игр. Завершил спортивную карьеру в 1988 году.
Занял 12-е место на чемпионате мира 1987 года.